# 流苏金石斛
流苏金石斛（学名：Flickingeria fimbriata）为兰科金石斛属下的一个种。